# 顧元亨
顧元亨，廣東新興人，清朝政治人物。附生出身。
光緒三十年三月，接替查亮采。擔任江蘇荆溪縣知縣。后由葛恩元接任。